# Jutrosin (Poméranie-Occidentale)
Pour l’article homonyme, voir Jutrosin.
Jutrosin est une localité polonaise de la gmina de Drawsko Pomorskie, située dans le powiat de Drawsko en voïvodie de Poméranie-Occidentale. Avant 2018, elle appartenait à la gmina d'Ostrowice. 

## Géographie

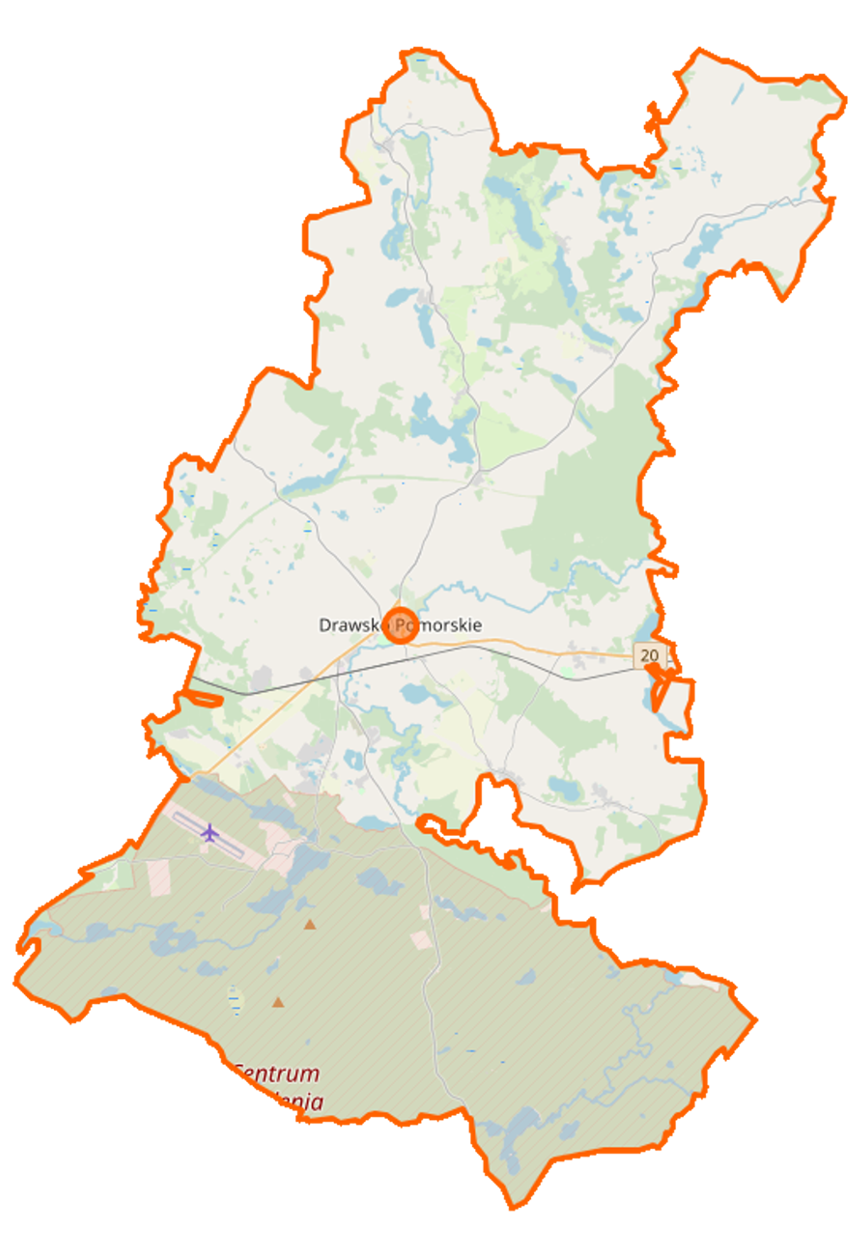
Carte de la gmina de Drawsko Pomorskie.